# Oberlin, Ohio
Oberlin este unul din orașele din comitatul Lorain, statul Ohio, Statele Unite ale Americii, aflat la sud-vest de aglomerarea urbană Cleveland.